# Ara (Indonésie)
Pour les articles homonymes, voir Ara.
Ara est un village dans l'île indonésienne de Sulawesi. Il est situé dans le kabupaten de Bulukumba, dans la province de Sulawesi du Sud, sur la côte sud de la péninsule méridionale de l'île.

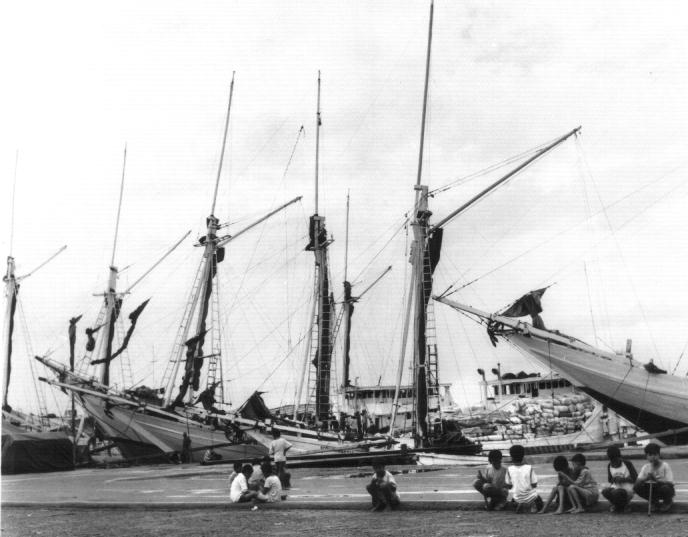
Pinisi

C'est à Ara (et dans un autre village, Lemo-Lemo) qu'on trouve les derniers chantiers navals où l'on construit les voiliers pinisi.